# مؤسسة المرأة والذاكرة
مؤسسة المرأة والذاكرة أُسست عام 1997 في القاهرة بمصر. الأعضاء هم نساء أكادميات وباحثات وناشطات، يحاولن تحسين الوضع السيء للمرأة العربية في الثقافة العربية. فمؤسسة المرأة والذاكرة WMF تعمل علي البحث في مواضيع الاعتراضات الجنسية في فترات تاريخية مختلفة بهدف تحدي هذه الاعتراضات و إصدار معرفة بديلة تساعد في مناصرة حقوق المرأة في المجتمعات العربية المعاصرة.فمؤسسة المرأة والذاكرة (WMF) التي أُنشئت في عام 1997 تستخدم الفن والبحث والأدب لتتحدي المعايير التقليدية للجنسين والتحيز الثقافي ضد المرأة العربية المعاصرة. فالمجوعة تعطي مساحه كبيرة للمرأة المصرية للتجمع و نقاش العديد من المواضيع كالسنيما والأدب النسوي واصدار المنشورات الإبداعية.

## الرؤية
مؤسسة المرأة والذاكرة تهدف إلي خلق مجتمع ذا حقوق وفرص متساوية بين الرجل والمرأة، وعمل مجتمع حيوي قادر علي إنتاج معرفه بديلة بصفه مستمرة من أجل إعاده تشكيل علاقات القوي بين الهياكل المجتمعية بطريقه تساعد علي تدعيم والحفاظ علي كرامة الأنسان في مواجهه كل أشكال التميز 

## الاهداف
البحث.
بناء القدرات.
تأييد.

## البرنامج
ورش تعليم عن نوع الجنس. 

ترجمة القراءات عن نوع الجنس في العلوم الأجتماعية والإنسانية.

«من هي» قاعدة بيانات للخبراء المعاصرين.

الأصوات النسائية و المحفوظات.

حكي القصص.

إقامة المؤتمرات التذكارية لأحياء الذاكرة الثقافية للدور الفكري والناشظ الذي تلعبة الرائدات العربيات.

## WMLDC
مكتبة مؤسسة المرأة والذاكرة ومكتب التوثيق (WMLDC) بالاشتراك مع الأتحاد مكتبات الجامعات المصرية. (EUL)

## المنشورات
ترجمة عن النسوية.

وقائع مؤتمر.

إعادة نشر أعمال من قًبل الرائدات" مؤسسة المرأة والذاكرة قامت بإعادة نشر مذكرات وكتابات الراءدات المصريات لإثبات أن المرأة كانت بالفعل نشطة ولها وجهه نظر وكن نسويات. فمثل هذه الأبحاث و الجهود التي بذلت تؤكد أن وجهات نظر النسوية والطالبة به جزء لا يتجزأ من التاريخ العربي.

قصص قصيرة.

قصص أطفال.

أوراق عرضية- أوراق بحثية حول التاريخ العربي و الأسلامي والنظريات النسوية ومراحعة التاريخ.

كتب مصورة.

سلسة أصوات النساء.